# Ави Кушнир
Абрахам Јешајаху „Ави” Кушнир (хебр. אברהם ”אבי„ ישעיהו קושניר; 26. август 1960) израелски је позоришни и филмски глумац, комичар и телевизијски водитељ. 
Заједно са Натаном Датнером представљао је Израел на Евросонгу у Бриселу 1987. са песмом Shir Habatlanim (у преводу Песма скитнице) која је са 73 освојена бода заузела 8. место.